# Upplands runinskrifter 654
Upplands runinskrifter 654 är en runsten som står vid Varpsund i Övergran socken, Uppland. Materialet är kornig och strimmig gnejs. Varpsundsstenen, som den också kallas, står cirka 100 meter sydväst om Varpsundsbron och troligen på sin ursprungliga plats. Stenen är 2,94 meter hög och 0,57 meter bred. Runstenen är troligen rest cirka 1045 e.Kr. till minne av Gunnlev som dog i Ingvar den vittfarnes vikingatåg till Särkland. Stenen är därmed en så kallad Ingvarssten.
Varpsundsstenen är en av Upplands mest intressanta runminnesmärken. Den har ingen överflödig ornamentik och många, fler än 150, runtecken. Ornamentiken är densamma som på "systerstenen" U 644.

## Inskriften

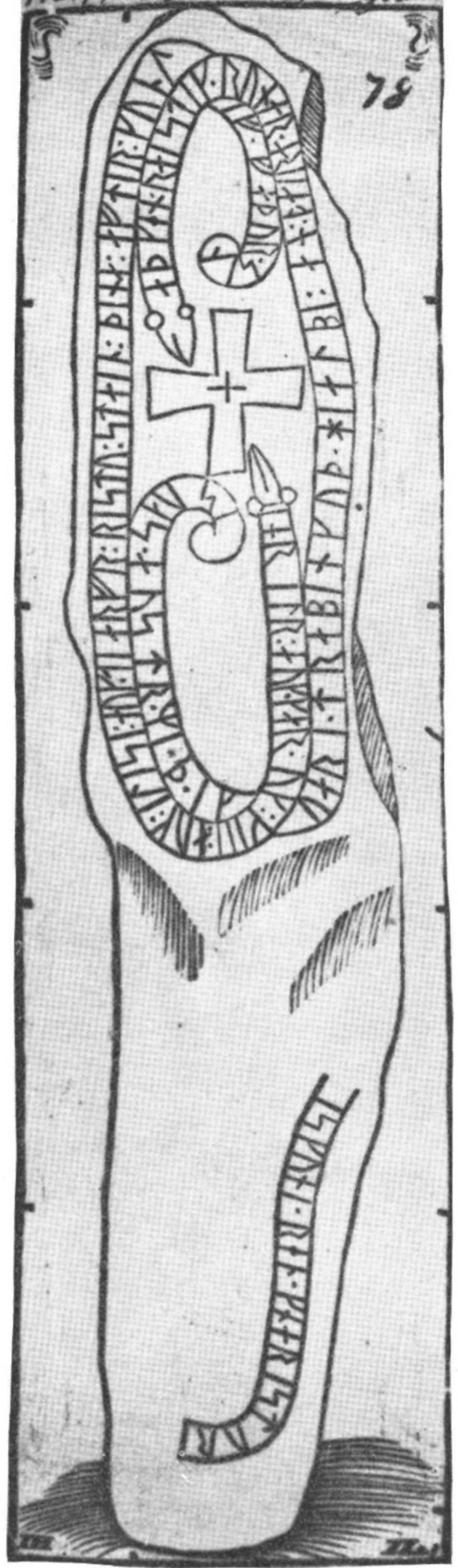

Runor:
ᛅ--ᛁᛏᚱ ᛬ ᛅᚢᚴ ᛫ ᚴᛁᛏᛁ ᛬ ᛅᚢᚴ ᛬ -ᛚᛁᛋᛁ ᛬ ᛅᚢᚴ ᛫ ᛏᛁᛅᚱᚠᚱ ᛬ ᚱᛁᛋᛏᚢ ᛬ ᛋᛏᛅᛁᚾ ᛬ ᚦᚨᚾᛅ ᛬ ᛅᚠᛏᛁᚱ ᛬ ᚴᚢᚾᛚᛅᛁᚠ ᛬ ᚠᚮᚦᚢᚱ ᛋᛁᚾ
ᛁᛋ ᚢᛅᛋ ᚾᚢᛋᛏᚱ ᛫ ᛘᛁᚦ ᛁᚴᚢᛅᚱᛁ ᛬ ᛏᚱᛁᛒᛁᚾ ᚴᚢᚦ ᛬ ᚼᛁᛅᛚᛒᛁ ᛬ ᚮᛏ ᚦᛅᛁᚱᛅ
ᛅᛚ-ᛁᚴᚱᛚ ᛚᚱᛅᛁᛋᛏᛁᚴ ᛫ ᚱᚢᚾᛅᚱ
ᛁᛋ ᚴᚢᚾᛁ ᛭ ᚢᛅᛚ ᛫ ᚴᚾᛅᚱᛁ ᛋᛏᚢᚱᛅ
Translitterering av runraden:
+ a--itr : auk · ka(r) auk : kiti : auk : -[l]isi : auk · tiarfr : ris[t]u : stain : þena : aftir : kunlaif : foþur sin ¶ is u[a]s nus(t)(r) · m[i](þ) ikuari : tribin kuþ : hialbi : o(t) þaira ¶ al-ikr
Normalisering till fornvästnordiska:
A[ndv]éttr ok Kárr ok <kiti> ok [B]lesi ok Djarfr reistu stein þenna eptir Gunnleif, fǫður sinn. Er var austr með Ingvari drepinn. Guð hjalpi ǫnd þeira. Al[r]íkr(?) reist-ek rúnar. Er kunni vel knerri stýra.
Översättning till nusvenska:
Andvätt och Kår och kiti och Bläse och Djärv reste denna sten efter Gunnlev, sin fader. Han blev dräpt österut med Ingvar. Gud hjälpe deras ande. Jag Alrik ristade runorna. – Han kunde väl styra knarren.